# はるちゃん
『はるちゃん』は、青柳裕介の漫画、またこれを原作とするテレビドラマである。

## 漫画
『ビッグコミックスピリッツ』（小学館）にて、1980年11月15日創刊号から1983年2月28日号まで連載された。『土佐の一本釣り』シリーズと並ぶ青柳裕介の代表作の一つである。単行本は全5巻（小学館ビッグコミックス刊）。のち、小学館スーパービジュアル・コミックスで再刊された。電子書籍化もされている。
青柳の死後、テレビドラマシリーズのヒットを受けて、「青柳プロダクション」作で『はるちゃん 高知県・久礼編』が描かれた。残されたプロットをもとに、アシスタントや弟子たちによって描かれたもので、『ビッグコミック増刊号』（小学館）に連載された。単行本は全1巻（ビッグコミックス刊、2005年）。漫画前作やドラマの続編およびリメイクではなく、主人公はるの容姿や性格付け以外の設定を一新している。

### はるちゃん
石川県の片山津温泉を舞台とし、前半は1話完結または数話連続ではるの恋愛模様、旅館「よしや」や街中での騒動、宿泊客の人間模様を描く。後半ははると真のすれ違う恋愛模様、裏社会の人間模様が描かれる。

#### 主な登場人物
はる
主人公。旅館よしやで働く20代半ばほどの若い仲居。本名や実年齢は不明。顔はかわいい・美人と評される一方、気は強く短気で口も悪いため男っ気はない。
富田 真（とみた しん）
よしや板前見習いの少年。中学を卒業したばかりの15歳。宿泊客による籠城事件ではるを助けたことからお互いに意識するようになり恋人の関係になる。はるとのすれ違いが重なり、よしやを無断欠勤し帰れなくなったところ、早川に目を付けられヤクザ入りする。その純朴な容姿と性格から周囲の女性を惹きつける。
トコ
寮ではると相部屋の仲居。体型は痩せた難民、顔はブスと言われるなど容姿は恵まれていない。はるとは一緒に旅行したり悪口を飛ばし合う仲。
フク
大柄で太った体型・くせ毛が特徴の仲居。他の仲居からははるとトコと合わせてよしやの「ワースト3仲居」「アッパッパ3人組」などと評されている。仕事中でもかまわずおならをするくせがある。
女将
よしやの老女将。度々事を起こすはるを気にかけている。
おトルコ
パチンコ屋での騒動からはると顔見知りになる娼婦。気が強い。同僚からはみゆきと呼ばれている。私生活では家事全般をきっちりこなしレース編みや漬物作りも得意。山梨出身らしい。
ケン
おトルコと同棲しているヒモ男。
早川
暴力団 北陸連合の幹部。
市（いち）
北陸連合の下っ端ヤクザ。ヤクザ入りした真の教育係。
サミー
北陸連合に囲われているストリッパー。男の扱いが上手く仲間内からは「男殺しのサミー」と呼ばれている。はるとは真をめぐって三角関係になる。
鹿野 英子
真と同級生の少女。片山津の土産物屋勤務。気が強く年の割にませた発言をする。籠城事件後入院した真をめぐってはると対立・決闘する。

### はるちゃん 高知県・久礼編
高知県・久礼（後の中土佐町）にある大型温泉旅館・土佐本陣（とさほんじん）を舞台に、地元育ちの仲居・はると旅館のオーナーである義父・英通との人間関係、宿泊客や地元の人々との交流を、久礼の行事・名物・伝承を交えて描く。全8話。前作に見られた濡れ場や裏社会の描写はない。

#### 主な登場人物
はる
主人公。高校卒業直後から地元の旅館・土佐本陣で働いている若い仲居。この名前は両親が付けた本名。年齢は最終話の時点で20歳直前。まっすぐで気のいい娘だが、怒るとすぐ言動に出てしまうのが欠点。漁師の父親・東 太陽（たいよう）と母親・櫻（さくら）の一人娘として生まれ育つ。太陽ははるが小学生のころに海難事故で、櫻は1話の時点で前年に死去。度々亡き父に想いをはせており、同僚曰くファザコン。地元の人々に顔が広く、大人たちからはよくかわいがられている。久礼に強い郷土愛を持っている。
大西 英通（おおにし ひでみち）
土佐本陣のオーナー。整った髭と眼鏡の中年男性。自他共に厳しく几帳面な性格。はるが13歳のとき櫻と結婚し義父となる。普段はるからはオーナーと呼ばれ、親子関係は従業員にも知られている。はるに対し実の親と変わらぬほどの愛情を持ち、はるの思い付きによる行動や失敗を本人の知らない所で度々フォローする。また、はるの心情を汲み櫻との子は儲けていない。しかし普段は情を表へ出さず無愛想で、はるには厳しく接しているため、互いに打ち解けていない。経営難で買収されかけた実家の土佐本陣を継ぎ、見事立て直した経営手腕を持つ知恵者。太陽とは若い頃からの親友同士で、2人で久礼を盛り立てる誓いを立てるほど郷土愛は強い。
サクラ
仲居歴18年・36歳のベテラン仲居。初登場の6話で土佐本陣に勤務し始めたばかり。したたかで多少の事では動じない強気な性格。客や若い板前に色目を使うなど自分本位の言動が目立ち他の仲居からは嫌われる。12年前にも土佐本陣で働いており、当時の女将だった櫻を恩人と思っている。板前とのトラブルからサクラをかばったはるが過去の櫻と同じ言動を取ったことから、はると英通の仲を取り持つ行動に出る。
モコ
はると仲のいい若いパートの仲居。茶髪でつり目。
真知子
はるやモコとよく一緒にいるパートの仲居。やや太目のおばさん。3人の子持ち。

## テレビドラマ

### 単発版
1987年2月27日にフジテレビ系列の『金曜女のドラマスペシャル』枠で、『はるちゃん・待ちくたびれた女』のタイトルで放送された。

#### キャスト
- はる：烏丸せつこ - 湯之国屋の仲居。
- 河原崎建三
- 角替和枝
- 亜湖

#### スタッフ
- 脚本・監督：水島総
- 音楽：樋口康雄
- 制作：リバース、フジテレビ

### 連続ドラマ版
テレビドラマシリーズは東海テレビ制作、フジテレビ系列で、月曜日から金曜日の13:30〜14:00に放映された。主役の仲居であるはるちゃんこと伊藤洋子（中原果南）を中心に、各地方温泉街での人間模様が繰り広げられるドラマで、パート6まで制作された。原作からは人物名と一部のエピソードを拝借するのみに留まっている。
- はるちゃん（1996年9月30日 - 12月27日） 全64回。本作からパート4の第10話までは加賀・山中温泉「翠明」が舞台。本作は宿泊客や従業員の人情ドラマがメイン。
- はるちゃん2（1998年1月5日 - 4月3日） 全64回。他の従業員による主人公へのいびりや旅館の主導権争いなど、パート1にはない展開が追加される。
- はるちゃん3（1999年4月5日 - 7月2日） 全65回。
- はるちゃん4（2000年4月3日 - 6月30日） 全65回。第11話以降は西伊豆・土肥温泉「みさき亭」が舞台。
- はるちゃん5（2001年7月2日 - 10月1日） 全65回。信州・浅間温泉「信州屋」が舞台。
- はるちゃん6（2002年9月30日 - 12月27日） 全64回。北海道・登別温泉「湯之国屋」が舞台。

#### はるちゃん

##### スタッフ
- 企画：出原弘之（東海テレビ）
- 脚本：大久保昌一良、田部俊行、高橋留美
- 音楽：渡辺博也
- 主題歌：ジョー・リノイエ「それだけしか言えない」
- プロデューサー：松生秀二（東海テレビ放送）、三井孝俊、福士茂（東宝）
- 演出：松生秀二、藤木靖之、安室修
- 制作：東海テレビ、東宝

##### キャスト（レギュラー）
- はる(伊藤洋子)：中原果南（仲居・主人公）
- 涼子：音無美紀子（女将）
- 辻光一：ひかる一平（酒屋の専務）
- 花田信之：小木茂光（板長）
- 君枝：早乙女愛（芸者［前半］）
- 小夏：冴木杏奈（芸者［後半］）
- 茂∶岡本信人（涼子の夫）
- 岩本∶不破万作（番頭）
- 松子：阪上和子（老仲居・仲居頭）
- ナオミ：景山仁美（仲居）
- トコ：二階堂千寿（仲居）
- タエ：南明子（仲居）
- 今川∶正岡邦夫（板前）
- 竹村∶栗原智紀（板前）
- 佐島∶三夏紳
- 佳子∶白鳥みづえ
- 野村∶福崎和広

#### はるちゃん2

##### スタッフ
- 企画：出原弘之（東海テレビ）
- 脚本：大久保昌一良、清水喜美子
- 音楽：渡辺博也
- 撮影：山中敏康
- 映像：星野一司
- 照明：川路淳
- 音声：奥泉秀信
- 編集：大塚民生
- 選曲：伊藤克己
- 効果：須藤輝義
- 整音：松本能紀
- 美術：橋本優
- 操作：石井組
- 装備：サンパック
- 造園：和泉園
- 衣装：周川直三
- ヘア・メイク：永井絵美子
- 装飾：舞クリエーション
- 持道具：松本直美
- 広報：近藤眞弓、藤城大子（東海テレビ）
- スチール：星野健一
- 助監督：畠山典久
- 記録：佐藤由子
- 制作補：山岸誠治
- プロデューサー補：吉田充孝
- 企画協力：尾中洋一
- 題字：橋本美水
- 音楽コーディネイト：山田憲治（インプレスプロモーション）
- ロケ協力（一部）：北陸・山中温泉 翠明、石川県山中町、山中温泉観光協会、山中温泉旅館協同組合、山中町商工会
- 山中町・美術協力（一部）：山中漆器連合協同組合、いずも堂、株式会社辻酒販、山中石川屋
- 料理指導：東京調理師専門学校
- 技術：桜井茂
- 技術協力：東通
- 主題歌：来生たかお「どこまでも恋心」
- スタジオ：目黒スタジオ
- プロデューサー：松生秀二（東海テレビ放送）、三井孝俊、福士茂（東宝）
- 演出：安室修、松生秀二
- 制作：東海テレビ、東宝株式会社

##### キャスト（レギュラー）
- はる(伊藤洋子)：中原果南（仲居・主人公）
- 吉村涼子：音無美紀子（女将）
- ヒデ：柄沢次郎（板長）
- 森山：峰岸徹（教授）
- 桃子：長田江身子（ストリッパー・吾朗の妹）
- 志田：鹿内孝（「北越コンサルティング」常務）
- 和田：山田辰夫（支配人）
- 和子：日向明子（仲居頭）
- 加賀奴：清水ひとみ（芸者）
- ：久保田篤
- ：小林かおり
- 吾朗：城後光義（「生蕎麦 三井屋」店主）
- ：小笠原まりこ（老仲居）
- さくら：山本ふじこ（仲居）
- ：竹本りえ（仲居）
- ：馬渡亜樹（仲居）

#### はるちゃん3

##### スタッフ
- 企画：出原弘之（東海テレビ）
- 脚本：大久保昌一良、秋田佐知子、金子裕
- 音楽：渡辺博也
- 撮影技術：中野真悟
- 照明：落合一夫
- 選曲：伊藤克己
- 助監督：堀口明洋、大塚徹、中尾健司
- プロデューサー補佐：大槻歩
- A・P：酒井昌雄
- 企画協力：尾中洋一
- デザイン：金子幸雄
- 音楽コーディネート：山田憲治（インプレスプロモーション）
- 技術：桜井茂
- 主題歌：南佳孝「壊れたラブ・ストーリー」
- プロデューサー：浦井孝行、西島孝恒、松生秀二（東海テレビ放送）
- 制作プロデューサー：福士茂
- 演出：安室修、松生秀二、藤木靖之、松谷卓也
- 制作：東海テレビ、国際放映

##### キャスト（レギュラー）
- はる(伊藤洋子)：中原果南（仲居・主人公）
- 吉村涼子：音無美紀子（女将）
- 瀬川剛司：高知東生（弁護士・外山の三男息子）
- 朝倉尚之：下條アトム（「朝倉酒造」社長）
- 和田：山田辰夫（支配人［前期〜中期］）
- 竜子：速水典子（芸者）
- 和子[3]：日向明子（仲居頭→寿退社→仲居頭→臨時支配人→仲居頭）
- 町田∶久保田篤（和子の夫）
- 外山：早川雄三（「六甲総合商事」会長）
- 東山妙子：藤田みどり（「六甲総合商事」取締役・支配人［後期］）
- 相田：沼田爆（「六甲総合商事」部長）
- 浜子：藤夏子（老仲居・仲居頭）※第28話まで
- サクラ[4]：山本ふじこ（仲居）※第22話から
- 康子：土屋貴子（仲居）
- 美代子：平塚なな美（仲居）
- 友江：築山万有美（仲居）
- 早苗：服田美鈴（仲居）
- 田村∶明石知也（板長）※第5話まで
- 山下∶松本隆廣（板前）※第5話まで
- 秋田∶平野克彦（板前）※第5話まで
- 新井∶清水英行（板前）※第5話まで
- 本庄∶渡辺昌勝（板前）※第5話まで
- 祐治：長森雅人（板長）※第10話から
- 克己：深谷隆（板前）※第10話から
- 正：塚田修（板前）※第10話から
- 努：三田恭平（板前）※第10話から
- 茂：栗原智紀（板前）※第10話から
- 三郎：曽根英樹[5]（瀬川の秘書）
- 雪子：古川恵実子（朝倉の娘）
- 佐島：三夏紳（「WINE BAR ヤマナカーナ」マスター）
- ミキ：鶴田恵美（「WINE BAR ヤマナカーナ」ウェイトレス）
- 吾朗：城後光義（「生蕎麦 三井屋」店主）
- 恵：二宮知美（「生蕎麦 三井屋」店員）
- 鉄観：小池榮（「鉄観寺」和尚）
- お米：福井淑恵（「鉄観寺」女中）
- 中里∶松熊信義（町医者）
- 小野∶白山照彦（外山の秘書）

#### はるちゃん4

##### スタッフ
- 企画：出原弘之（東海テレビ）
- 脚本：大久保昌一良、金子裕
- 音楽：渡辺博也
- 撮影技術：濱道健一
- 照明：落合一夫
- 選曲：鈴木潤一朗
- 助監督：堀口明洋、大塚徹
- プロデューサー補佐：大槻歩
- 企画協力・尾中洋一
- デザイン：金子幸雄
- 題字：橋本美水
- 技術：桜井茂
- 技術協力：東通、スワラプロダクション
- 主題歌：杏子「Dear Me」
- プロデューサー：浦井孝行、西島孝恒、鈴木辰明
- 演出：松生秀二、安室修
- 制作：東海テレビ、国際放映

##### キャスト（レギュラー）
ー 山中編 ー（第1話〜第10話）
- はる(伊藤洋子)：中原果南（仲居・主人公）
- 吉村涼子：音無美紀子（女将）
- 瀬川剛司：高知東生（弁護士・外山の三男息子）
- 和田：山田辰夫（支配人）
- サクラ[6]∶山本ふじこ（仲居）
- 康子∶土屋貴子（仲居）
- 友江∶築山万有美（仲居）
- 早苗∶美鈴響子[7]（仲居）
- 菊池∶桜井秀幸（板長）
- 杉田∶渡辺哲也（板前）
- 木内∶近藤直樹（板前）
- 宮沢∶佐藤康（板前）
- 吾朗[8]∶城後光義（「生蕎麦 三井屋」店主）
- 三郎：曽根英樹[9]（瀬川の秘書）
- 相田：沼田爆（「六甲総合商事」部長）
- 外山：早川雄三（「六甲総合商事」会長）

ー 土肥編 ー（第11話〜第65話）
- はる(伊藤洋子)：中原果南（仲居・主人公）
- 三崎清子：沢田亜矢子（女将）
- 安田悦美[10]：北原佐和子（常務→社長・久夫の愛人）
- 三崎久夫[11]：鈴木ヒロミツ（社長・清子の夫）
- 勝呂夕子：あいはら友子（カフェバー「CABIN(キャビン)」ママ・久夫の従兄妹）
- 黒岩辰夫：陰山泰（支配人［中期］）
- 関常吉∶大木正司（支配人［前期］→小料理屋「酒肴 味処なぎさ」おやじ→支配人［後期］）
- 定子：松井紀美江（仲居頭）
- ルミ子：藤江利加（老仲居）※第24話から
- 幸恵[12]：川俣しのぶ（仲居）※第38話まで
- 加代：工藤時子（仲居）※第23話まで
- ミキ：井上佳子（仲居）※第38話まで
- 典子：沢木直子（仲居）※第39話から
- 聡美：内田陽子（仲居）※第39話から
- 浩司∶及川以造（板長）
- トシ∶林博之（板前）
- ケン∶松山彰二郎（板前）
- 加納大輔∶夏芽海（板前見習い→雑務係）※第39話から
- 安田旅人[13]∶関口雄介（小学生・久夫と悦美の一人息子）
- 関峰子∶四天王寺紅（小料理屋「酒肴 味処なぎさ」おかみ・常吉の一人娘）
- 勝呂高志∶清水純一（カフェバー「CABIN(キャビン)」ボーイ・夕子の一人息子）
- 前田∶海一生（マグロ漁船の船長）

#### はるちゃん5

##### スタッフ
- 企画：出原弘之（東海テレビ）
- 脚本：深沢正樹、吉村ゆう、清水喜美子
- 音楽：渡辺博也
- 撮影技術：細野克雄
- 映像：酒井克巨
- 照明：落合一夫
- 音声：戸田直之
- 選曲効果：田中稔
- 広報：中島一乃、竹中麻紀
- 助監督：堀口明洋
- 記録：望月よね子
- 制作主任：田野真憲
- プロデューサー補佐：大槻歩
- 企画協力：尾中洋一
- デザイン：古谷良和
- 技術：桜井茂
- 技術協力：東通
- スタジオ：TMC-1
- 制作協力：山清、アルプス、サッポロビール、上高地みそ、市民タイムス 他
- 主題歌：郷ひろみ「ワキワキマイフレンド」（オープニングタイトルには郷本人が出演し、中原・京本・小松・佳那らとダンスを披露している）
- 劇中歌：手仕事屋きち兵衛「風の誘い」
- プロデューサー：浦井孝行、西島孝恒、鈴木辰明
- 演出：安室修、藤木靖之、松谷卓也
- 制作：東海テレビ、国際放映

##### キャスト（レギュラー）
- はる(伊藤洋子)：中原果南（仲居・主人公）
- 丸谷珠子：淡路恵子（大女将）
- 丸谷かなえ：佳那晃子（若女将）
- 丸谷未来：大久保綾乃（中学３年生・かなえの一人娘）
- 稲葉勝人：京本政樹（ライバル旅館「ホテル美鈴」社長）
- 丸谷浩二∶宮川一朗太（支配人・珠子の次男息子）
- ∶小松政夫（番頭）
- シズ子∶上原由恵（仲居）
- 志保∶一谷真由美（仲居）
- 袴田南：氏家恵（仲居）
- 龍二∶佐藤功（板長）
- 公平∶末吉くん（板前）
- 順∶伊吹康太郎（板前）
- 稲葉八重子∶福井裕子（実業家・勝人の母）
- 石坂∶杉本史大（造園師）
- 彩∶渡辺華衣（未来の友人で同級生）
- 恵：長谷川恵美（未来の友人で同級生）

#### はるちゃん6

##### スタッフ
- 企画：出原弘之（東海テレビ）
- 脚本：深沢正樹
- 音楽：渡辺博也
- 主題歌：長山洋子「愛 ありがとう」
- ロケ協力：登別市、登別観光協会
- 協力：トヨタレンタリース新札幌、登別温泉旅館組合、登別テーマパーク協議会、北海道酒類販売
- プロデューサー：浦井孝行（国際放映）、西島孝恒（国際放映）、鈴木辰明
- 演出：安室修、藤木靖之、松谷卓哉
- 制作：東海テレビ、国際放映

##### キャスト（レギュラー）
- はる(伊藤洋子)：中原果南（仲居・主人公）
- 清藤しのぶ：酒井和歌子（女将）
- 清藤貴彦：須見太輔（支配人・しのぶの息子、周作の親友）
- 牧周作：魔裟斗
- 夏目正義：高杢禎彦（板長）
- 桂木典子：山田スミ子（老仲居・仲居頭）
- ：中島マリ（仲居）
- ：松田純（仲居）
- ：浅井江理名（仲居）
- ：長山洋子（居酒屋の看板娘）
- ：原哲男（居酒屋の大将）

## 舞台
2004年7月4日から7月26日まで名鉄ホールで上演。連続ドラマ版と同じく中原果南が主役を務めた。下呂温泉の旅館「田山」が舞台となっている。